# حمى القرم
حمى القرم-الكونغو النزفية (بالإنجليزية: Crimean–Congo hemorrhagic fever)‏ هي عدوى فيروسية واسعة الانتشار يسببه فيروس تحمله حشرة القراد (الفيروسة النيروبية) التي تنتمي إلى عائلة فيروسات بونيا، من فيروسات الرنا. تم اكتشاف هذا المرض لأول مرة عام 1944 في شبه جزيرة القرم، ولذلك سمي بحمى القرم النزيفية. ثم تم الاعتراف به في وقت لاحق في الكونغو عام 1969 مما ادى إلى الاسم الآخر (الكونغو النزيفية).
ويتسبب فيروس حمى القرم– الكونغو النزفية في وقوع فاشيات الحمى النزفية الفيروسية الوخيمة، ويبلغ معدل الوفيات الناجمة عن هذه الفاشيات بين 10% و40%. ويتوطن فيروس حمى القرم– الكونغو النزفية بلدان أفريقيا والبلقان والشرق الأوسط وآسيا الواقعة جنوب خط العرض 50 درجة شمالاً – وهي الحدود الجغرافية للقراد الناقل الرئيسي للعدوى.

## العلامات والأعراض
يعتمد طول فترة حضانة المرض على طريقة اكتساب الفيروس. فبعد الإصابة بالعدوى عن طريق لدغة القرادات، تتراوح فترة الحضانة عادةً بين يوم وثلاثة أيام، وبحد أقصى تسعة أيام. أما فترة الحضانة بعد الاتصال بدم أو أنسجة ملوثة فتتراوح بين خمسة وستة أيام، وقد وصلت في بعض الحالات الموثقة إلى 13 يوماً.
وتظهر أعراض المرض فجأة، ومنها الحمى وآلام العضلات والدوخة وآلام الرقبة وتَيَبُّسها وآلام الظهر والصداع والتهاب العيون والحساسية للضوء. ومن الأعراض التي قد تظهر في بداية الإصابة بالفيروس الشعور بالغثيان والقيء والإسهال وآلام البطن والتهاب الحلق، تليها تقلبات مزاجية حادة وارتباك. وقد يحل محل هذا التَهَيُّج الشعور بالنعاس والاكتئاب والتراخي بعد يومين إلى أربعة أيام، وقد تتركز آلام البطن في الربع العلوي الأيمن مع حدوث تضخم ملحوظ في الكبد.
ومن العلامات السريرية الأخرى سرعة نبضات القلب وتضخم الغدد اللمفاوية وظهور طفح نمشي (طفح ناتج عن النزف تحت الجلد) على البطانة الداخلية المخاطية كتلك الموجودة في الفم والحلق وعلى الجلد. وقد يفسح الطفح النمشي المجال لنوع أكبر من الطفح الجلدي يسمى الكدمات، وظواهر نزفية أخرى. وعادةً ما تظهر دلائل على حدوث التهاب في الكبد، وقد يعاني المرضى ذوي الحالات الخطيرة من تدهور سريع في وظائف الكلى أو فشل كبدي أو رئوي مفاجئ بعد اليوم الخامس من المرض. ويبلغ معدل الوفيات الناجمة عن حمى القرم– الكونغو النزفية حوالي 30%، وتحدث الوفاة في الأسبوع الثاني من المرض. وبوجه عام يبدأ التحسن في حالة المرضى الذين يستردون عافيتهم في اليوم التاسع أو العاشر بعد ظهور المرض.

## انتقال الفيروس
ينتقل فيروس حمى القرم– الكونغو النزفية إلى البشر إما عن طريق لدغة القرادات أو بالاتصال المباشر بدم أو أنسجة الحيوانات المصابة أثناء الذبح أو بعده مباشرة. وقد ظهرت معظم الحالات بين صفوف العاملين في صناعة تربية الماشية، مثل العمال الزراعيين وعمال المجازر والأطباء البيطريين.
وينتقل الفيروس من إنسان إلى آخر نتيجة الاتصال المباشر بدم الشخص المصاب أو إفرازاته أو أعضائه أو سوائل جسمه الأخرى. وقد ينتقل الفيروس أيضاً إلى المرضى في المستشفيات نتيجة سوء تعقيم المعدات الطبية وإعادة استخدام الإبر وتلوث اللوازم الطبية.

## التشخيص
يمكن تشخيص العدوى بفيروس حمى القرم– الكونغو النزفية بإجراء عدة اختبارات مخبرية مختلفة هي:
- مقايسة الممتز المناعي المرتبط بالإِنزيم (الإلايزا)
- اختبار الكشف عن المستضدات
- اختبار الاستعدال المصلي
- مقايسة المنتسخة العكسية لتفاعل البوليميراز المتسلسل (RT-PCR)
- عزل الفيروس عن طريق زراعة الخلايا.

لا يُظْهِر المرضى الذين يعانون من أمراض مميتة، وكذلك المرضى في الأيام القليلة الأولى من مرضهم، في العادة استجابة استضادية قابلة للقياس ولذلك تُشخَّص حالتهم بإجراء اختبار للكشف عن الفيروسات أو الحمض النووي الريبي في عينات الدم أو الأنسجة.
وتنطوي الاختبارات التي تُجرى للعينات المأخوذة من المرضى على مخاطر بيولوجية جسيمة ولا يجوز إجراؤها إلا تحت ظروف قصوى للاحتواء البيولوجي. أما في حالة إبطال عمل العينات (باستخدام المبيدات الفيروسية مثلاً أو أشعة غاما أو الفورمالديهايد أو الحرارة أو ما إلى ذلك) فيمكن تطويعها في بيئة من بيئات السلامة البيولوجية الأساسية

## العلاج
وقد استُخدم عقار ريبافيرين المضاد للفيروسات في علاج حالات الإصابة بحمى القرم– الكونغو النزفية وكان له فوائد واضحة. وكانت للتركيبات التي تؤخذ عن طريق الفم والحقن الوريدي فعاليةً أيضاً في علاج هذه الحالات.

## الوقاية

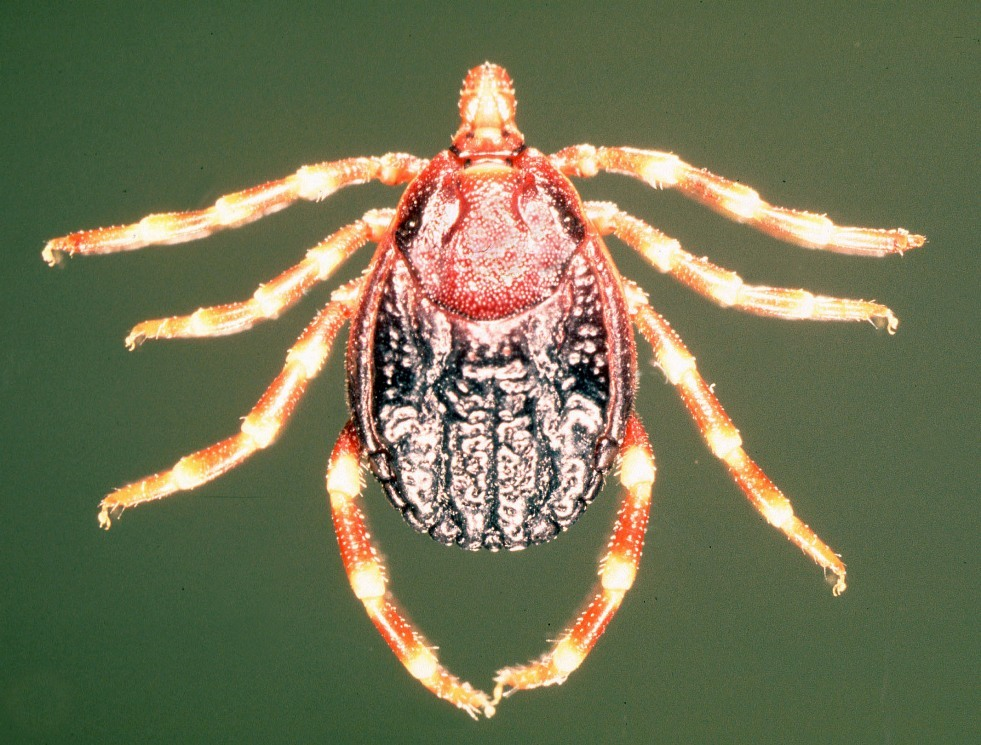
قرادة زجاجي العين الناقل الرئيسي للمرض

جنس «القراد الزجاجي العين» هو الناقل الرئيسي لعدوى فيروس حمى القرم–الكونغو النزفية.
من الصعب اتخاذ التدابير اللازمة لوقاية الحيوانات والقرادات من العدوى بفيروس حمى القرم– الكونغو النزفية ومكافحتها لأن دورة انتقال العدوى من القرادات إلى الحيوانات ثم منها إلى القرادات ثانيةً تحدث عادةً دون أن يلاحظها أحد ولأن العدوى عادةً ما تكون غير ظاهرة في الحيوانات الأليفة. وعلاوةً على ذلك تتعدد ناقلات القراد وتنتشر على نطاق واسع، لذا لا تعتبر مكافحة القرادات باستخدام المبيدات الكيميائية المخصصة لقتلها خياراً واقعياً إلا لمرافق الإنتاج الحيواني المدارة جيداً. فعلى سبيل المثال، بعد اندلاع فاشية للفيروس في مسلخ للنعام في جنوب أفريقيا (انظر أعلاه) اتُخِذت تدابير للتأكد من خلو النعام من القرادات لمدة 14 يوماً في أحد المحاجر البيطرية قبل الذبح، وهو ما حَدَّ من مخاطر انتقال العدوى إلى الحيوان أثناء الذبح ومَنَعَ انتقالها إلى البشر المتعاملين مع الماشية.
ولا تتوفر لقاحات لحماية الحيوانات من العدوى بالفيروس.

### الحد من خطر انتقال الفيروس إلى الإنسان
- للحد من خطر انتقال العدوى من القرادات إلى الإنسان ينبغي:
  - ارتداء ملابس واقية (أكمام طويلة وسراويل طويلة)
  - ارتداء ملابس فاتحة اللون لسهولة اكتشاف وجود أي قرادات على الملابس
  - استعمال أنواع مُعتمَدة من المبيدات الكيميائية المخصصة لقتل القرادات على الملابس
  - استعمال نوع مُعتمَد من المواد الطاردة على الجلد والملابس
  - فحص الملابس والجلد بانتظام لاكتشاف وجود أي قرادات عليهما؛ وفي حالة اكتشافها يجب إزالتها بطريقة آمنة
  - السعي إلى مكافحة أو القضاء على حالات اجتياح القرادات لأجساد الحيوانات أو لحظائر الخيول والحيوانات الأخرى
  - تَجَنُّب المناطق التي تتواجد فيها القرادات بكثرة والفصول التي يصل فيها نشاطها إلى أعلى مستوياته.
- وللحد من خطر انتقال العدوى من الحيوان إلى الإنسان ينبغي:
  - ارتداء القفازات وغيرها من الملابس الواقية أثناء التعامل مع الحيوانات أو أنسجتها في أماكن تَوَطُّن المرض، ولا سيما خلال إجراء عمليات الذبح والإعدام في المجازر أو المنازل؛
  - فرض الحجر الصحي على الحيوانات قبل دخولها إلى المجازر أو الرش المنتظم للحيوانات بالمبيدات قبل ذبحها بأسبوعين.
- وللحد من خطر انتقال العدوى من الحيوان إلى الإنسان ينبغي:
  - تَجَنُّب الاتصال الجسدي المباشر بالمصابين بفيروس حمى القرم– الكونغو النزفية
  - ارتداء القفازات والمعدات الواقية عند رعاية المرضى المصابين بالفيروس
  - المداومة على غسل اليدين بعد رعاية المرضى المصابين بالفيروس أو زيارتهم.

## روابط خارجية
- منظمة الصحة العالمية| التصنيفات الطبية  | - التصنيف الدولي التاسع للأمراض (ICD-9-CM): 065.0 - نظام فهرسة المواضيع الطبية (MeSH): D006479 - التصنيف الدولي العاشر للأمراض (ICD-10-CM): A98.0 - رموز المراجعة التاسعة للتصنيف الدولي للأمراض (ICD-9): 065.0065.0 - قاعدة بيانات الأمراض: 31969 - رموز المراجعة العاشرة للتصنيف الدولي للأمراض (ICD-10): A98.098.0 |
| المعرفات الخارجية | - مكنز المعهد القومي للسرطان (NCI): C34682 - أنطولوجيا الأمراض: DOID:12287 - نظام اللغة الطبية الموحدة (UMLS CUI): C0019099 |